# Johann Lonitzer

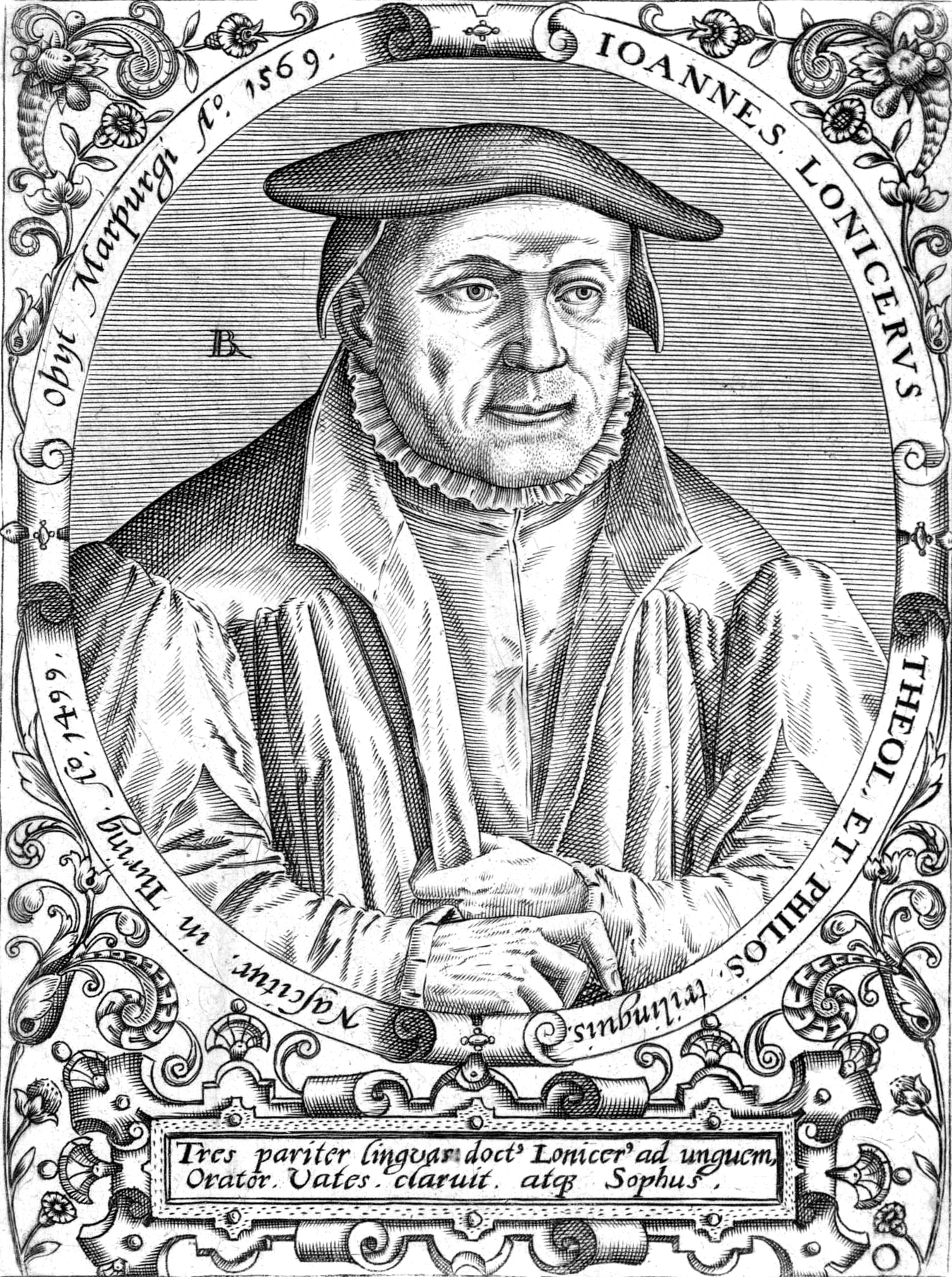
Johann Lonitzer

Johann Lonitzer oder Johann(es) Lonicer, latinisiert Johannes Lonicerus (* um 1499 in Artern; † 20. Juni 1569 in Marburg), war ein deutscher Altphilologe, Professor der griechischen und hebräischen Sprache in Marburg, Humanist, Dichter und evangelischer Theologe.

## Leben
Lonitzer wurde als Sohn des Peter Lonitzer und dessen Frau Anna geboren. Nach dem Besuch der Lateinschule in Eisleben trat er früh in den Augustinerorden ein. Als Augustiner studierte er anscheinend im Sommersemester 1514 in Erfurt, dann ab dem 18. Dezember 1518 in Wittenberg. Nachdem er am 18. Dezember 1518 in Merseburg die niederen Weihen als Priester erhalten hatte, erwarb er in Wittenberg am 12. April 1519 das philosophische Baccalaurat, wurde Famulus von Luther und avancierte dort am 14. Januar 1521 zum Magister. Lonitzer stand während seines Studiums und später in Verbindung mit Luther, Melanchthon und Camerarius. Mit Melanchthon arbeitete er an einem griechischen Wörterbuch und anderen Materialien für den Griechischunterricht. 1520 verfasste er im Auftrag seines Lehrers Martin Luther seine erste Publikation "Contra Romanistam fratrem Augustinum Alveldensem Franciscanum Lipsicum Canonis biblici publicum lictorem", eine Streitschrift gegen den Mönch und Luther-Gegner Augustin von Alveldt.
1521 zog er als Hebräischlehrer nach Freiburg, von wo er 1522 als beschuldigter Anschläger auf das Münstertor fliehen musste. Er fand im Augustinerkonvent von Esslingen eine Zuflucht, wo er seine Verteidigungsschrift an den Freiburger Rat verfasste. 1522 zog er abermalig nach Wittenberg, wo er als Dozent für lateinische Grammatik arbeitete. Im Esslinger Konvent predigte er im evangelischen Sinne. Sein „Berichtbüchlin, wie das ein yeglicher Christenmensch gewiß sey der gnaden, huld und gutes willens Gottes gegen ym. Dazu von der Eer und Anrufung der abgestorbenen Heiligen“ (1523) brachte ihn in Gegensatz zum Rat der Reichsstadt und ließ ihn nach Straßburg flüchten.
Hier verdiente er seinen Unterhalt als Korrektor in der Druckerei und erwarb sich am 22. März 1526 das Straßburger Bürgerrecht. Mit Nikolaus Gerbel schloss er Freundschaft. Als Lehrer der griechischen Sprache wurde Lonitzer 1527 an die neu gegründete Universität Marburg berufen. 1529 nahm er dort am Marburger Religionsgespräch teil. Lonitzer übernahm 1536 auch die Professur der hebräischen Sprache, 1545 die Professur der Physik, bis er 1554 als Nachfolger des Johann Draconites in die theologische Fakultät eintreten konnte. Mit Orth und Vietor wurde er von Dietrich Schnepf am 15. Mai 1564 zum Doktor der Theologie promoviert. Er vertrat zeitlebens einen milden lutherischen Standpunkt einschließlich der Ubiquitätslehre. Er beteiligte sich auch an den organisatorischen Aufgaben der Marburger Hochschule. So war er im Sommersemester 1542 und 1553 Dekan der philosophischen Fakultät, 1566/67 Dekan der theologischen Fakultät und im Wintersemester 1537, im Wintersemester 1546, 1556, sowie 1563/64 Rektor der Alma Mater.

## Familie
Lonitzer hatte sich mit der aus Straßburg stammenden Elisabeth Greuben verheiratet. Aus der Ehe stammen Kinder. Von diesen kennt man:
- Johannes Lonitzer (* 1525; † nach 1569) Pfarrer
- Adam Lonitzer (* 10. Oktober 1528; † 19. Mai 1586) Arzt und Botaniker[1]
- Elisabeth Lonitzer (* um 1530; † 1610) ⚭ mit dem Notar Caspar Pfaff (Casparus Papius)
- Konrad Thrasybulus (* um 1534; † 1577) Pfarrer
- Heidericus Theophilus (* um 1535; † 8. März 1605), Professor für Logik und Physik in Marburg[2]
- Anna Lonitzer (* um 1540; † nach 1620) ⚭ mit dem Pfarrer und Dichter Wendelin von Helbach
- Philipp Lonitzer (* 1543; † 1599), Pfarrer
- Christina Lonitzer (* um 1545; † um 1576) ⚭ 14. Oktober 1566 mit Johannes Oldendorp, Sohn des Johann Oldendorp